# Заречье 2
Заре́чье 2 — село Щетининского сельского поселения Михайловского района Рязанской области России.

## География
Через село протекает река Алешенка, которая на севере впадает в реку Проня.

## Этимология
Как отмечают Журкин И. А. и Катагощин Б. И., расположенные поблизости друг от друга сёла Заречье-1 и Заречье-2 некогда находились относительно города Михайлова за рекой Проней. Со временем Михайлов стал занимать и другой берег реки, но названия сёл сохранились.

## Население
| 2007 | 2010 |
| ---- | ---- |
| 19   | ↗28  |